# Појана (Олт)
Појана (рум. Poiana) насеље је у Румунији у округу Олт у општини Радомирешти. Oпштина се налази на надморској висини од 100 m.

## Становништво
Према подацима из 2002. године у насељу је живело 424 становника, од којих су сви румунске националности.